# André Obey
André Obey, all'anagrafe André Obez (Douai, 8 maggio 1892 – Montsoreau, 11 aprile 1975), è stato un commediografo, scrittore e giornalista francese.

## Biografia

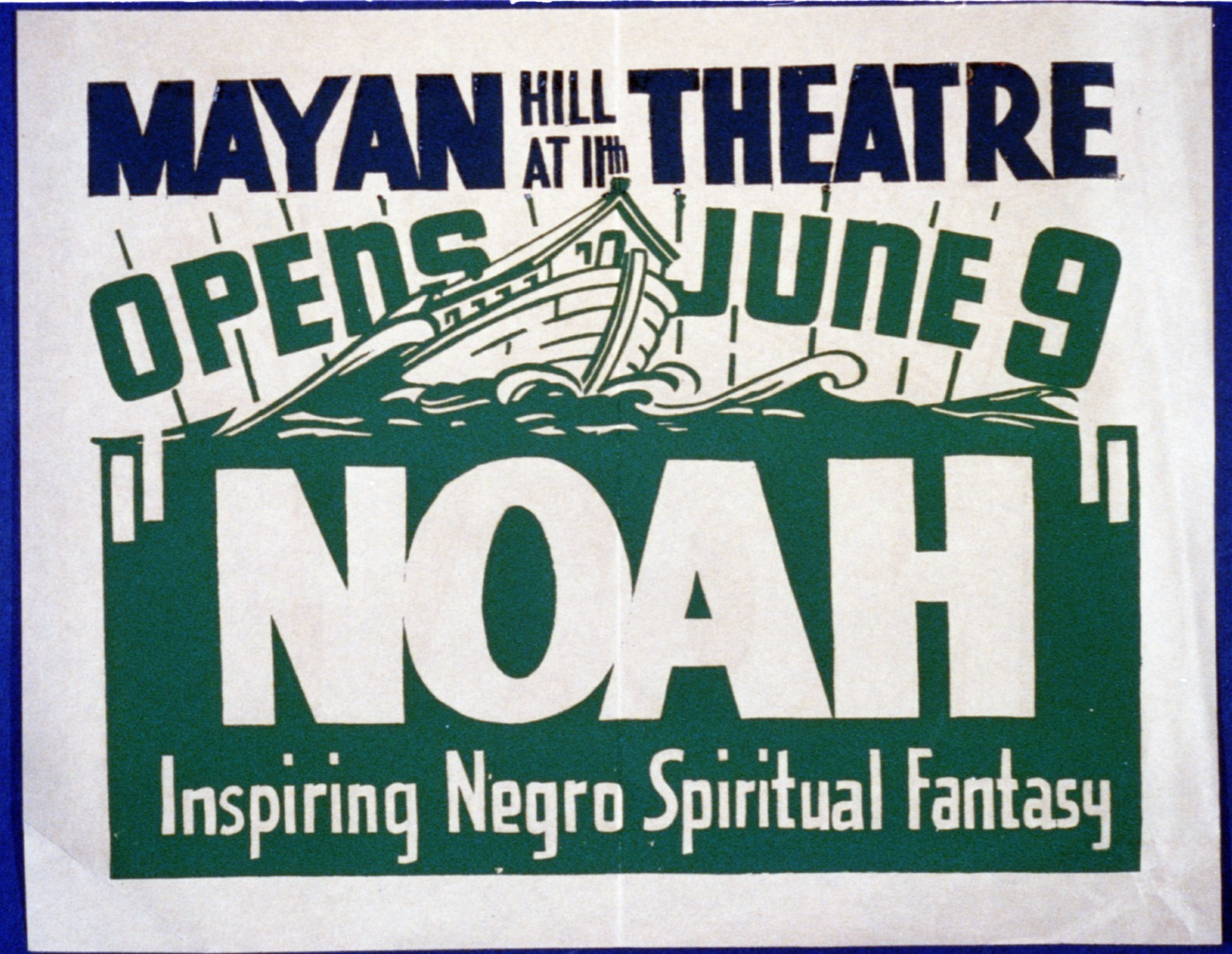
Noë (1931), che ispirò una fantasia spiritual nera, circa 1938

André Obey nacque a Douai l'8 maggio 1892, figlio di un produttore di sciroppo di liquirizia.
Studiò al liceo cittadino, oltre che pianoforte al Conservatorio di musica, dopo di che si laureò nel 1913 in lettere e giurisprudenza all'Università di Lilla.
Durante la prima guerra mondiale incontrò la sua futura moglie, Jane Moreau, con la quale ebbe una figlia: Nicole.
Giunse al successo con l'opera d'esordio La souriante Madame Beudet (1921; trad. it. 1922), adattamento di una sua novella scritto in collaborazione con Denis Amiel, che resta forse il capolavoro del "teatro del silenzio";cui seguì La Carcasse (1926), sempre del genere dell'inespresso.
In quegli anni conobbe Jacques Copeau, accogliendo con entusiasmo le idee del regista, drammaturgo e critico parigino, riguardanti il teatro e diventò l'autore ufficiale del Théâtre du Vieux Colombier e della compagnia di Copeau, realizzando le opere più originali e sperimentali del teatro francese fra le due guerre.
Tra le sue opere di quel periodo si ricordano Noë (1931), Le Viol de Lucrèce (1931), La Bataille de la Marna (1931), Vénus et Adonis (1932), Loire (1933). In queste ultime opere, come nelle successive, spesso di argomento biblico, mitologico o storico, l'autore espresse un profondo senso del trascendente, grazie alla miscela di toni ed esperienze differenti, dal verismo al simbolismo, dall'epico al popolaresco, dalla comicità magica e fiabesca ad una visione panteistica della vita.
Seguirono i drammi Le Trompeur de Séville (1936), Maria (1943), L'homme de cendres (1949), Lazare (1951), Une fille pour du vent (1953).
Nello stesso spirito, ottenendo risultati di provocante interesse firmò adattamenti da Eschilo, Sofocle, William Shakespeare e Tennessee Williams, con il fine di perseguire un genere di tragedia popolare moderna.
Il suo impegno letterario si completò con la scrittura di alcuni romanzi (Le jouer de Triangle, 1928).
Durante la sua carriera diresse anche il dipartimento dello Spettacolo presso il ministero dell'Educazione (1945) e fu amministratore della Comédie-Française (1946-1947).

## Opere

### Romanzi
- Le Gardien de la Ville (1918);
- L'Enfent Inquiet (1920);
- Savreux Vainqueur (1923);
- Le Joueur de Triangle (1928).

### Antologie, saggi
- L'Orgue du Stade (1924);
- L'Apprenti Sorcier (1926).

### Teatro
- La souriante Madame Beudet (con Denys Amiel, 1921);
- Carcasse (con Denys Amiel, 1921);
- Les Amis de la dernière Heure (1923);
- Trio (1924);
- Noé (1931);
- Le Viol de Lucrèce (1931);
- Bataille de la Marne (1931);
- Vénus et Adonis (1932);
- Loire (1933);
- Don Juan (1933);
- Le Trompeur de Séville (1936);
- Ultimatum (1937-1938);
- Revenu de l'Etoile (1939);
- L'Arche de Noé reprend la Mer (1940);
- Introduction au Cid (1940);
- 800 Mètres (1941)
- La Nuit des Temps (1939-1943);
- Maria (1943)
- Les Gueux au Paradis (1945);
- Lazare (1951);
- Une fille pour du vent (1953);
- Les trois Coups de Minuit (1953-1956);
- Revenu de l'étoile (1965)
- La Fenêtre (1958);
- L'Ascension du Sinaï (1969)
- Les Retrouvailles ou Le Jour du Retour (1970)
- Le Bibliothécaire (1970)
- La Nuit des chevaux (1971)
- Trois Soldats Morts (1974-1975).